# Jason Robards
Jason Nelson Robards Jr. (Chicago, 26 luglio 1922 – Bridgeport, 26 dicembre 2000) è stato un attore statunitense.
Ha vinto due volte il Premio Oscar nella categoria Miglior attore non protagonista, nel 1977 per Tutti gli uomini del presidente e nel 1978 per Giulia.

## Biografia

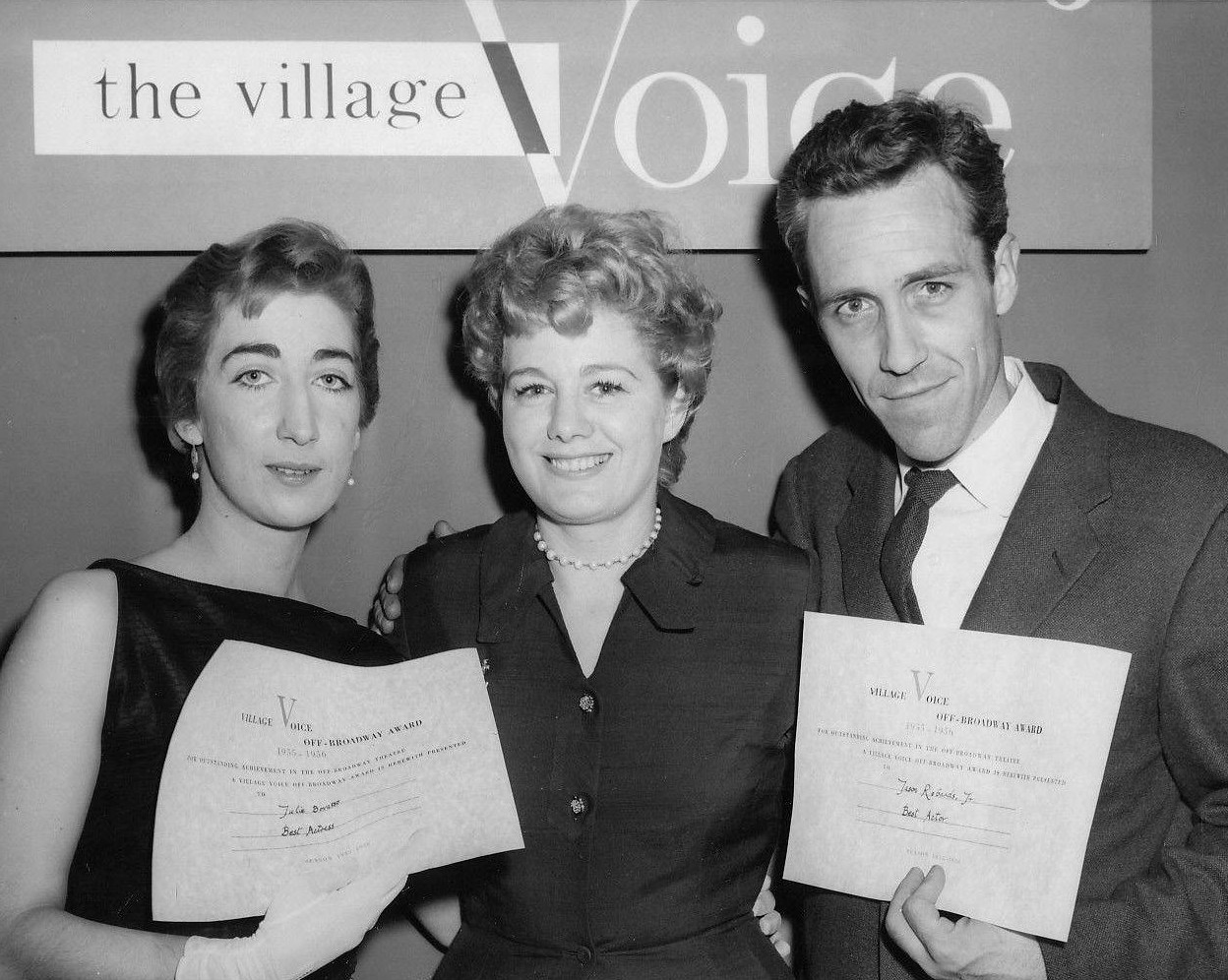
Jason Robards, con Julie Bovasso e Shelley Winters, riceve l'Obie Award nel 1956

Jason Robards nacque a Chicago nel 1922, figlio dell'attore Jason Robards Sr. (1892-1963) e di Hope Maxine Glanville (1895-1992); i suoi genitori divorziarono quando lui aveva cinque anni. Comprimario e protagonista dall'aria rude, fu attivo a Broadway fin dal 1956, riscuotendo particolare successo nelle produzioni di Eugene O'Neill.
Esordì sugli schermi in età matura, distinguendosi ne Il viaggio (1959) di Anatole Litvak, e fu a proprio agio nell'intensità solenne de Il lungo viaggio verso la notte (1962) di Sidney Lumet, tratto da una pièce di O'Neill. Arguto interprete di commedie come Tutti i mercoledì (1966) di Robert Ellis Miller, fu Al Capone ne Il massacro del giorno di San Valentino (1967) di Roger Corman e Doc Holliday nel western L'ora delle pistole (1967) di John Sturges.
Nei western crepuscolari di due grandi autori, Sergio Leone e Sam Peckinpah, diede le migliori interpretazioni in carriera, prima in C'era una volta il West (1968) nei panni di "Cheyenne", una singolare figura di fuorilegge romantico, spettatore disincantato del violento tramonto dell'epopea western (celebre la sequenza in cui muore sul ciglio della ferrovia in costruzione), e poi in quelli di "Cable Hogue" ne La ballata di Cable Hogue (1970), dove incarnò egregiamente il pionierismo smitizzato e perdente sotto l'avanzare di una modernità cinica e disumanizzante.
Abile in ruoli secondari, Robards conquistò due Oscar consecutivi come miglior attore non protagonista, per Tutti gli uomini del presidente (1976) di Alan J. Pakula e Giulia (1977) di Fred Zinnemann, e ottenne una candidatura per Una volta ho incontrato un miliardario (1980) di Jonathan Demme. Jason Robards e Tom Hanks sono tra i pochi attori ad aver vinto due Premi Oscar consecutivamente; i due hanno lavorato insieme nel film Philadelphia (1993), per il quale Tom Hanks ha vinto proprio la prima statuetta. Inoltre, sia Robards che Hanks hanno interpretato il ruolo di Ben Bradlee, direttore del Washington Post, rispettivamente nei film Tutti gli uomini del presidente (1976) e The Post (2017).

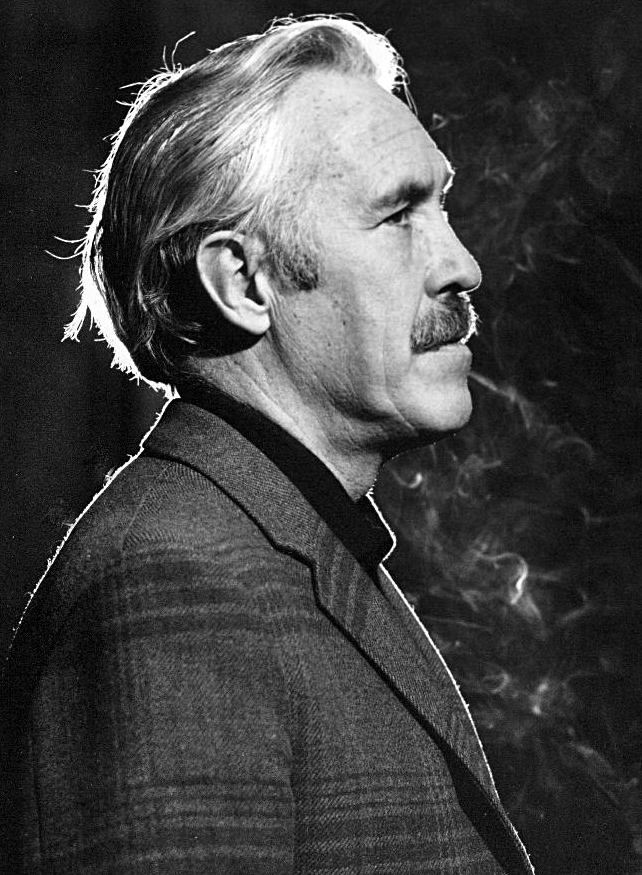
Jason Robards nel 1975

Nel 1982 l'attore dovette lasciare il film Fitzcarraldo al 40% della produzione per una malattia che gli impedì di tornare sul set (il regista Werner Herzog dovette ricominciare da capo con l'attore Klaus Kinski). Durante gli anni ottanta passò al film tv, tra biopic come La spiaggia dei giorni felici (1980) di Michael Tuchner, la fantascienza di denuncia con The Day After - Il giorno dopo (1983) di Nicholas Meyer e il dramma con Morte per passione (1991) di Larry Elikann. Tornò ancora una volta al cinema in ruoli secondari, ma con dolorosa intensità, in film tra cui vanno ricordati L'amico ritrovato (1989) di Jerry Schatzberg, Philadelphia (1993) di Jonathan Demme e Magnolia (1999) di Paul Thomas Anderson. In Magnolia interpreta un malato terminale di cancro ai polmoni, malattia di cui era già sofferente.

### Vita privata
Nel 1948 si sposò con Eleanor Pittman, da cui ebbe tre figli: Sarah Louise, David e Jason (divenuto attore). Jason e Eleanor divorziarono nel 1958. L'anno seguente, si sposò con Rachel Taylor; il matrimonio durò due anni, fino al 1961. Nello stesso anno, un mese dopo il divorzio dalla Taylor, Robards si sposò con Lauren Bacall, al secondo matrimonio dopo essere rimasta vedova di Humphrey Bogart; i due ebbero un figlio, Sam (anch'egli divenuto attore), e divorziarono nel 1969 a causa della dipendenza di Robards dall'alcool. Sei mesi dopo, nel 1970, Robards si sposò con la produttrice Lois O'Connor, da cui ebbe due figli: Shannon (montatrice) e Jake (attore); Robards e la O'Connor rimasero insieme fino alla morte di lui, avvenuta nel 2000 per un tumore ai polmoni.

## Filmografia parziale

### Cinema
- Il viaggio (The Journey), regia di Anatole Litvak (1959)
- Ossessione amorosa (By Love Possessed), regia di John Sturges (1961)
- Tenera è la notte (Tender Is the Night), regia di Henry King (1962)
- Il lungo viaggio verso la notte (Lond Day's Journey Into Night), regia di Sidney Lumet (1962)
- Act One, regia di Dore Schary (1963)
- L'incredibile Murray - L'uomo che disse no (A Thousand Clowns), regia di Fred Coe (1965)
- Posta grossa a Dodge City (A Big Hand for the Little Lady), regia di Fielder Cook (1966)
- Tutti i mercoledì (Any Wednesday), regia di Robert Ellis Miller (1966)
- Divorzio all'americana (Divorce American Style), regia di Bud Yorkin (1967)
- Il massacro del giorno di San Valentino (The St. Valentine's Day Massacre), regia di Roger Corman (1967)
- L'ora delle pistole (Hour of the Gun), regia di John Sturges (1967)
- Isadora, regia di Karel Reisz (1968)
- C'era una volta il West, regia di Sergio Leone (1968)
- Quella notte inventarono lo spogliarello (The Night They Raided Minsky's), regia di William Friedkin (1968)
- Rosolino Paternò, soldato..., regia di Nanni Loy (1970)
- La ballata di Cable Hogue (The Ballad of Cable Hogue), regia di Sam Peckinpah (1970)
- 23 pugnali per Cesare (Julius Caesar), regia di Stuart Burge (1970)
- Tora! Tora! Tora!, regia di Richard Fleischer, Kinji Fukasaku, Toshio Masuda (1970)
- Ha l'età di mio padre, ma l'amo pazzamente (Fools), regia di Tom Gries (1970)
- E Johnny prese il fucile (Johnny Got His Gun), regia di Dalton Trumbo (1971)
- I terrificanti delitti degli assassini della via Morgue (Murders in the Rue Morgue), regia di Gordon Hessler (1971)
- Oggi sposi: sentite condoglianze (The War Between Men and Women), regia di Melville Shavelson (1972)
- Pat Garrett e Billy Kid (Pat Garrett & Billy the Kid), regia di Sam Peckinpah (1973)
- Un ragazzo, un cane, due inseparabili amici (A Boy and His Dog), regia di L.Q. Jones (1975)
- Tutti gli uomini del presidente (All the President's Men), regia di Alan J. Pakula (1976)
- Giulia (Julia), regia di Fred Zinnemann (1977)
- Arriva un cavaliere libero e selvaggio (Comes a Horseman), regia di Alan J. Pakula (1978)
- Uragano (Hurricane), regia di Jan Troell (1979)
- Caboblanco, regia di J. Lee Thompson (1980)
- Blitz nell'oceano (Raise the Titanic), regia di Jerry Jameson (1980)
- Una volta ho incontrato un miliardario (Melvin and Howard), regia di Jonathan Demme (1980)
- La leggenda del ranger solitario (The Legend of the Lone Ranger), regia di William Fraker (1981)
- Per fortuna c'è un ladro in famiglia (Max Dugan Returns), regia di Herbert Ross (1983)
- Qualcosa di sinistro sta per accadere (Something Wicked This Way Comes), regia di Jack Clayton (1983)
- Ritorno a casa (Square Dance), regia di Daniel Petrie jr. (1987)
- Le mille luci di New York (Bright Lights, Big City), regia di James Bridges (1988)
- Diritto d'amare (The Good Mother), regia di Leonard Nimoy (1988)
- Un piccolo sogno (Dream a Little Dream), regia di Marc Rocco (1989)
- L'amico ritrovato (Reunion), regia di Jerry Schatzberg (1989)
- Parenti, amici e tanti guai (Parenthood), regia di Ron Howard (1989)
- Arcobaleno nero (Black Rainbow), regia di Mike Hodges (1989)
- Scappiamo col malloppo (Quick Change), regia di Howard Franklin e Bill Murray (1990)
- Chernobyl - Un grido dal mondo (Chernobyl - The Final Warning), regia di Anthony Page (1991)
- Il mistero di Storyville (Storyville), regia di Mark Frost (1992)
- Le avventure di Huck Finn (The Adventures of Huck Finn), regia di Stephen Sommers (1993)
- Philadelphia, regia di Jonathan Demme (1993)
- Cronisti d'assalto (The Paper), regia di Ron Howard (1994)
- Un lavoro da grande (Little Big League), regia di Andrew Scheiman (1994)
- Allarme rosso (Crimson Tide), regia di Tony Scott (1995)
- Segreti (A Thousand Acres), regia di Jocelyn Moorhouse (1997)
- Beloved, regia di Jonathan Demme (1998)
- Nemico pubblico (Enemy of the State), regia di Tony Scott (1998)
- Il cuore della foresta (Heartwood), regia di Lanny Cotler (1998)
- Magnolia, regia di Paul Thomas Anderson (1999)

### Televisione
- The Alcoa Hour – serie TV, episodi 1x14-2x14-2x27 (1956-1957)
- General Electric Theater – serie TV, episodio 6x23 (1958)
- Mr. Broadway – serie TV, episodio 1x02 (1964)
- ABC Stage 67 – serie TV, episodio 1x10 (1966)
- Un Natale da ricordare (A Christmas to Remember), regia di George Englund – film TV (1978)
- F.D.R.: The Last Year, regia di Anthony Page – film TV (1980)
- Broadway on Showtime – serie TV, 1 episodio (1981)
- The Day After - Il giorno dopo (The Day After), regia di Nicholas Meyer – film TV (1983)
- Sakharov, regia di Jack Gold – film TV (1984)
- La lunga estate calda (The Long Hot Summer), regia di Stuart Cooper – film TV (1985)
- L'ultima frontiera (The Last Frontier), regia di Simon Wincer – film TV (1986)
- 1925: processo della scimmia (Inherit the Wind), regia di David Greene – film TV (1988)
- Morte per passione (An Inconvenient Woman) – serie TV, 2 episodi (1991)
- Il tributo più bello (The Perfect Tribute), regia di Jack Bender – film TV (1991)
- Heidi, regia di Michael Ray Rhodes – miniserie TV (1993)

## Doppiatori italiani
Nelle versioni in italiano delle opere in cui ha recitato, Jason Robards è stato doppiato da: 
- Renato Mori in Una volta ho incontrato un miliardario, The Day After - Il giorno dopo, Scappiamo col malloppo, Philadelphia, Un lavoro da grande, Magnolia
- Giuseppe Rinaldi in L'incredibile Murray - L'uomo che disse no, Isadora, Quella notte inventarono lo spogliarello, Tutti gli uomini del presidente, Qualcosa di sinistro sta per accadere
- Sergio Fiorentini in Arriva un cavaliere libero e selvaggio, Uragano, Caboblanco
- Sergio Graziani ne Il lungo viaggio verso la notte, Cronisti d'assalto
- Sergio Rossi in Blitz nell'oceano, Parenti, amici e tanti guai
- Vittorio Di Prima in Per fortuna c'è un ladro in famiglia, Nemico pubblico
- Gianni Musy in Un piccolo sogno, Allarme rosso
- Pietro Biondi in Heidi, Segreti
- Antonio Guidi in Rosolino Paternò, soldato..., Chernobyl - Un grido dal mondo
- Renato Turi ne Il viaggio
- Nando Gazzolo in Tenera è la notte
- Stefano Sibaldi in Tutti i mercoledì
- Vittorio Sanipoli ne Il massacro del giorno di San Valentino
- Bruno Persa ne L'ora delle pistole
- Carlo Romano in C'era una volta il West
- Ennio Balbo ne La ballata di Cable Hogue
- Emilio Cigoli in 23 pugnali per Cesare
- Arturo Dominici in Tora! Tora! Tora!
- Alessandro Sperlì in E Johnny prese il fucile
- Corrado Gaipa in  Giulia
- Gil Baroni in F.D.R.: The Last Year
- Pino Locchi ne Le mille luci di New York
- Giorgio Lopez in Diritto d'amare
- Omero Antonutti ne L'amico ritrovato
- Walter Maestosi in Morte per passione
- Franco Zucca ne Il mistero di Storyville
- Bruno Alessandro ne Le avventure di Huck Finn

## Riconoscimenti
- Premi Oscar 1977: Miglior attore non protagonista per Tutti gli uomini del presidente
- Premi Oscar 1978: Miglior attore non protagonista per Giulia
- Golden Globe 1978: candidatura al miglior attore non protagonista per Giulia
- Premi BAFTA 1979: candidatura al miglior attore non protagonista per Giulia
- Kansas City Film Critics Circle Awards 1978: Miglior attore non protagonista per Giulia
- Los Angeles Film Critics Association Awards 1977: Miglior attore non protagonista per Giulia
- Premi Oscar 1981: candidatura all'Oscar al miglior attore non protagonista per Una volta ho incontrato un miliardario
- Primetime Emmy Awards 1988: Migliore attore protagonista in una miniserie o film per 1925 - Processo alla scimmia